# The Repentless Killogy (Live at the Forum in Inglewood, CA)
The Repentless Killogy (Live at the Forum in Inglewood, CA) è il terzo album dal vivo del gruppo musicale statunitense Slayer, pubblicato l'8 novembre 2019 dalla Nuclear Blast.

## Descrizione
Contiene la registrazione del concerto tenuto dalla band il 5 agosto 2017 in California presso il Forum di Inglewood.
Ne è stata prodotta anche una versione video in formato BD che contiene, oltre al concerto, il cortometraggio The Repentless Killogy diretto dal regista BJ McDonnell e incentrato sulla storia e sui protagonisti dei video musicali di Repentless, Pride in Prejudice e You Against You; tra gli attori del cortometraggio sono presenti, tra gli altri, Tyler Mane, Danny Trejo, Bill Moseley e Jessica Pimentel.

## Tracce
CD 1
1. Delusions of Saviour – 1:55
2. Repentless – 3:25
3. The Antichrist – 3:04
4. Disciple – 3:49
5. Postmortem – 3:47
6. Hate Worldwide – 5:08
7. War Ensemble – 4:58
8. When the Stillness Comes – 4:16
9. You Against You – 4:22
10. Mandatory Suicide – 3:59
11. Hallowed Point – 5:36
12. Dead Skin Mask – 4:58

CD 2
1. Born of Fire – 3:21
2. Cast the First Stone – 3:45
3. Bloodline – 3:46
4. Seasons in the Abyss – 5:51
5. Hell Awaits – 5:22
6. South of Heaven – 5:24
7. Raining Blood – 3:33
8. Chemical Warfare – 5:27
9. Angel of Death – 5:53

## Formazione
- Tom Araya – voce, basso
- Kerry King – chitarra
- Gary Holt – chitarra
- Paul Bostaph – batteria, percussioni